# 特克什布
特克什布（？—？）為中國清朝武官官員，本籍滿洲。特克什布於1791年（乾隆56年）奉旨接替福蘭泰，於台灣地區擔任台灣北路協副將。而隸屬台灣鎮之下的此官職是台灣清治時期中的這階段，台南以北之台灣中南部及北部的駐地最高武官將領。1794年，升任海壇總兵。